# Nádor Tamás (újságíró)
Nádor Tamás (eredeti neve: Kanitz Tamás) (Budapest, 1934. október 4. – Budapest, 2008. december 6.) magyar író, újságíró, rádiós, pedagógus.

## Életpályája
Kanitz István (1898–1945), a Győri Textilművek igazgatója és Weiller Veronika fiaként született. Apja munkaszolgálatosként mártírhalált halt. 1957–1962 között az ELTE BTK magyar–történelem szakos hallgatója volt. Már egyetemi évei alatt is kapcsolatba került az újságírással. 1953–1954 között vegyipari segédmunkásként dolgozott. 1957–1959 között a Filmtudományi Intézet sajtóelőadója volt. 1959–1969 között Pesterzsébeten tanított, és ifjúsági felügyelő volt. 1969–1972 között az Egyetemi Lapok és a Camion Újság munkatársa volt. 1972–1987 között a Rádió- és Televízióújság olvasószerkesztője, 1987–1991 között és 1993-tól főszerkesztője volt. 1991–1992 között a Szabad Európa Rádió külső munkatársa volt. 1992–1996 között a Magyar Rádió vezető szerkesztőjeként dolgozott. 1989-től egészen betegségének kezdetéig a 168 Óra című hetilap olvasószerkesztője volt.
2008. december 6-án hunyt el. Temetésére a zugligeti Szent Család-templomban került sor 2008. december 19-én.

## Munkássága
Legelső verseit az Új Hangban, első kritikáit az Új Írásban, valamint első interjúit a Magyar Ifjúság című lapban publikálta. Azóta versei több irodalmi folyóiratban, a Rádióban, valamint A magunk kenyerén címet viselő antológiában jelentek meg. Néhány kötetnyi mennyiségű publicisztikája és egyéb írása, valamint több ezer interjúja különböző folyóiratokban, illetve rádióadásokban jelent meg, hangzott el. Több száz interjú interjúja jelent meg az Új Könyvpiac című újságban írókkal, költőkkel és a magyar könyvszakma jeles képviselőivel közösen.

## Művei
- 33x10 (interjúk, 1980)
- Hópereputty (gyermekversek, 1983)
- Tiszteletpéldány az olvasónak (interjúk, 1983)
- Múzsák és mesterek (interjúk, 1984)
- Ex libris (interjúk, 1986)
- Emberi antenna (interjúk, 1986)
- Rátkay Endre (képzőművészeti kismonográfia, 1988)
- Első olvasásra (interjúk, 1988)
- Sóhaj az Éden után (versek, 1995)
- Fejek könyve (portrék, 2001)
- Vágó-képek (portré, 2002)
- Virradatra megjő a kegyelem (összegyűjtött versek, 2002)
- Faludy György. A szabadság hontalanja (2003)
- Ember és gondolat (interjúk)
- Arcok a Gutenberg-galaxisból (interjúk)
- Gyerekszem (aforizmák)
- Sebek a sötétben (versek)

## Filmjei
- Barokk szobrok
- Szávitri
- A fejenincs írástudó (1980) (forgatókönyvíró)

## Szerkesztései
- Magyarország 2000
- A magyarság hírnevéért
- Merre megy Magyarország?
- A Magyar Rádió énekkarának képeskönyve
- Hofi
- Gálvölgyi
- Rendezte Marton Frigyes